# Emmanuel Mangel du Mesnil
Emmanuel Mangel du Mesnil (* 1815; † 1890) war ein französischer Maler,  Photograph, Diplomat in Mexiko und Vizekonsul von Argentinien.

## Leben und Wirken
Emmanuel Mangel du Mesnil, vermutlich ausgebildeter französischer Maler und Photograph, war ab 1854 in Mexiko als Diplomat tätig. Als Photograph und Vizekonsul sandte ihn die Mexikanische Regierung 1856 nach Argentinien, wo er bis 1861 auch ein Photostudio betrieb. Anschließend war er als Außenminister für die Regierung Uruguays in Montevideo tätig.
Als Jacob Wothly in Paris vor Kunst-Photographen die großartigen Ergebnisse seiner neuen Erfindung, der Wothlytypie, präsentierte, erwarb Mesnil für Frankreich und Belgien zu einer enormen Summe die Lizenz für dieses Verfahren. Mesnil war derartig begeistert über die Wothlytypie, dass er Wothly eine elegante Equipage mit Pferden schenkte. Mesnil bezeichnete die Wothlytypie als das Ei des Kolumbus.
Im Jahr 1865 gründete Mesnil in Paris die französische Gesellschaft der Wothlytypie mit Sitz in der rue de la Grange-Batelière Nummer 12. und wurde deren Direktor. Mitglieder der Gesellschaft konnten alle werden, die eine Lizenz erworben und das Recht zur Anfertigung einer Wothlytypie hatten. Ausschließlich über Mesnil erfolgte der Erwerb von Patenten und dem nötigen Zubehör und er sorgte sich auch um die Finanzierung und Kosten des Vereins.
Bis 1867 arbeitete Mesnil in der Société française de Wothlytypie. Er erstellte im Jahr 1865 den Abzug der Aufnahme Drei Zigeuner von Jakob Wothly, bei dem es sich vermutlich um eines seiner Probebilder handelte, die Wothly an alle Interessierten verschickte. Das Bild wurde nach der Bearbeitung durch die Société française de Wothlytypie nun als „Hirten/Pifferari mit Brotzeit“ (292 × 383 mm) bezeichnet. Mesnil setzte einen Blindstamp in der unteren rechten Ecke als Signatur.